# Hantay
Hantay ist eine französische Gemeinde im Département Nord in der Region Hauts-de-France. Sie gehört zum Kanton Annœullin im Arrondissement Lille.

## Geografie
Die Gemeinde Hantay liegt an der Grenze zum Département Pas-de-Calais, auf halbem Weg zwischen den Städten Lille und Lens. Sie grenzt im Norden und im Osten an Marquillies, im Süden an Billy-Berclau und im Westen an Salomé. Die Bewohner nennen sich Hantayeurs.

## Bevölkerungsentwicklung
| Jahr                       | 1962 | 1968 | 1975 | 1982 | 1990 | 1999 | 2010 | 2020 |
| Einwohner                  | 432  | 447  | 390  | 519  | 721  | 885  | 1046 | 1269 |
| Quellen: Cassini und INSEE |      |      |      |      |      |      |      |      |

## Sehenswürdigkeiten

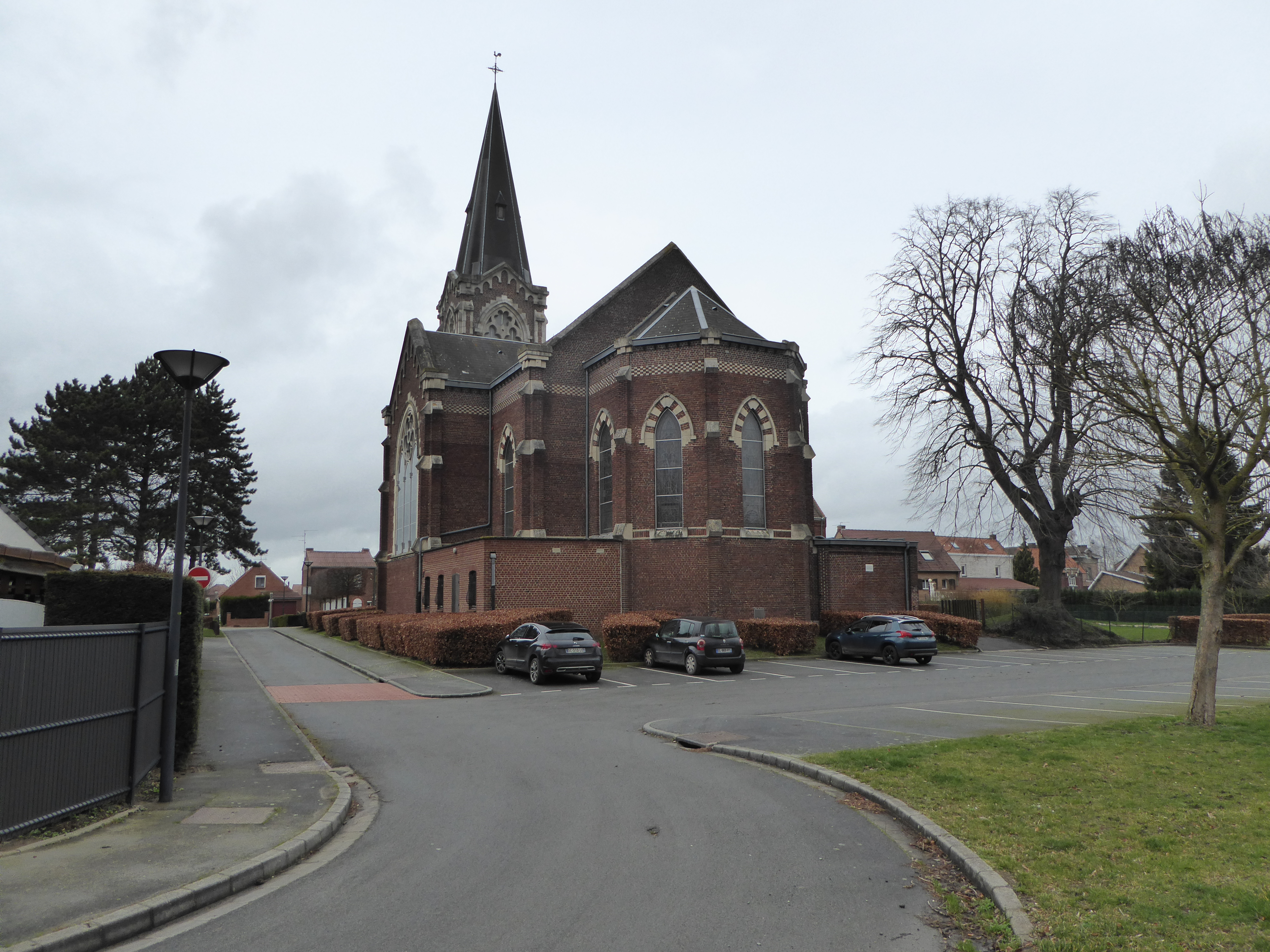
Kirche Saint-Martin
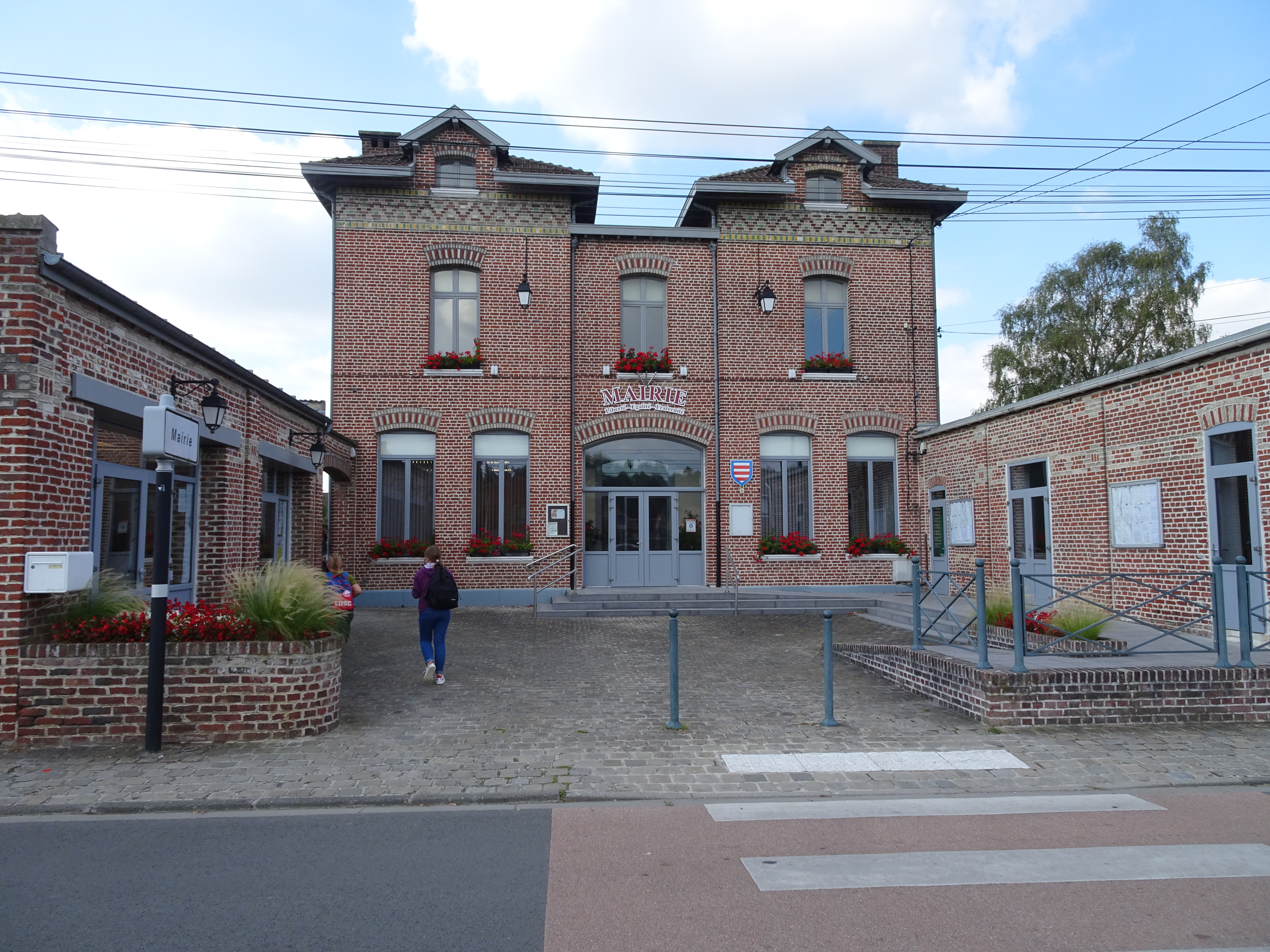
Mairie (Rathaus)
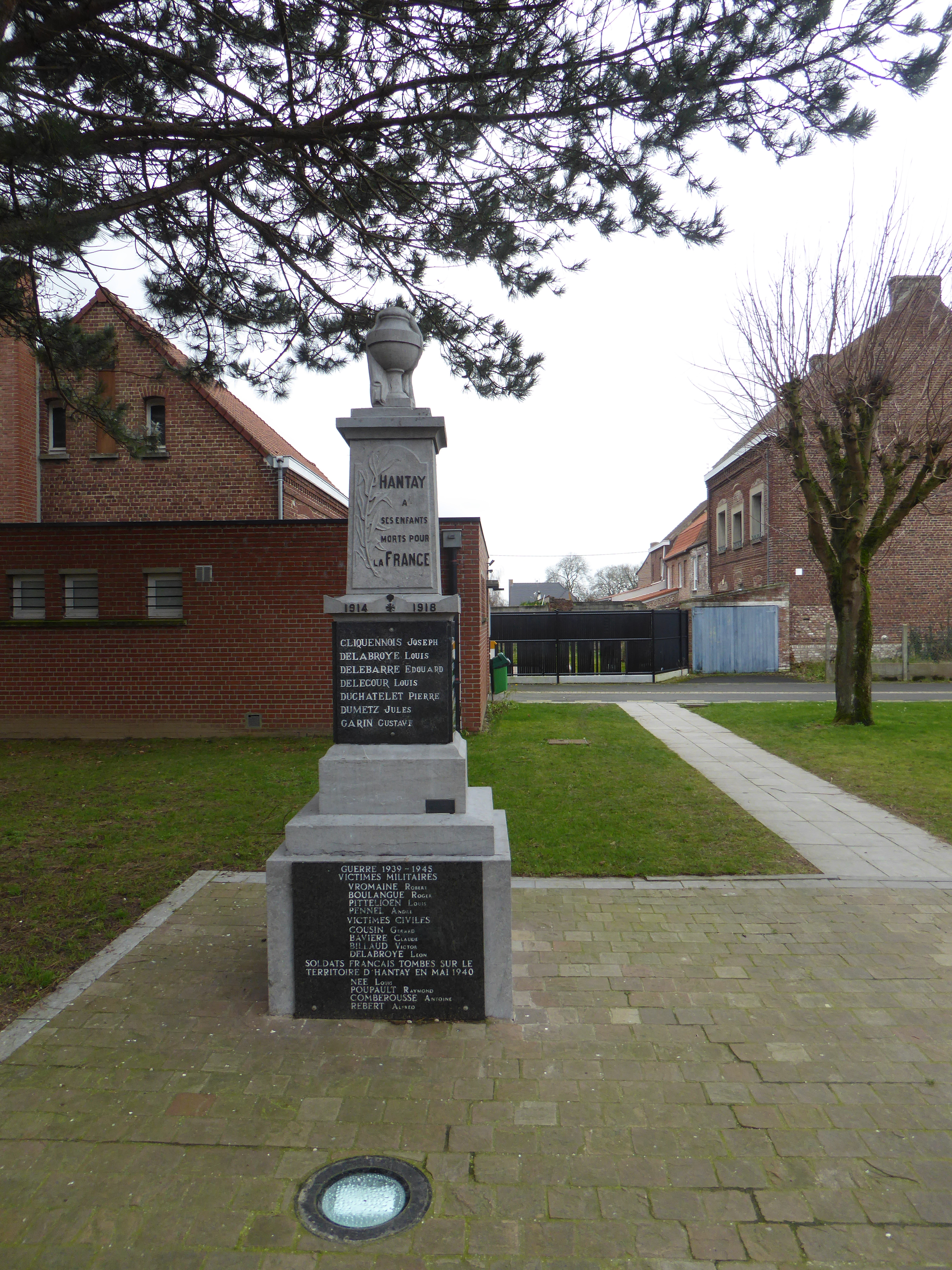
Gefallenendenkmal

- Kirche Saint-Martin
- Mairie (Rathaus)
- Gefallenendenkmal